# I Am Mother
I Am Mother je australské komorní filmové sci-fi drama z roku 2019 z postapokalyptického prostředí. Film režíroval Grant Sputore a hlavní role hrály Clara Rugaardová a Hilary Swanková.

## Děj
Dobře chráněnou a vybavenou základnu, v které je uloženo mnoho lidských embryí určených k reprodukci, obsluhuje robot, který odměřuje čas vyhynutí lidstva. Po určitém čase od vyhynutí robot reprodukuje jedno z ženských embryí, z kterého vyroste ve veškerých testech velmi úspěšná mladá dáma. Postavy se oslovují Matko a Dcero. Ačkoliv Matka na Dceřiny otázky odpovídá, že vnější svět je zamořený a nemůže se tam vydat, jejich idylku uvnitř náhle narušuje příchod postřelené ženy zvenčí. Nastává psychologické drama, kde cizí žena strhává Dceru k útěku do dolů, kde mají přežívat další lidé. Mezitím dostává Dcera od Matky privilegium vybrat, kterého z mužských embryí zreprodukují. Přesto potom za dramatických okolností Dcera s cizí ženou utíká pryč, ale ukazuje se, že žena už z dolů dávno předtím utekla a že od té doby už nikoho živého neviděla. A pravděpodobně už jsou na světě z lidí jen ony dvě a Bratr. Dcera tuto lež neunáší a utíká zpátky za svým Bratrem. V komplexu Matky ji přivítávají droidi, kteří ji ale vpouští dovnitř za Matkou. Ta právě chová Bratra a předává ho Dceři, přitom ji osvětluje pod hrozbou zastřelení, že je to pouze tělesná schránka a že ji vede stejné kolektivní vědomí, jako droidy venku. Dcera se také dozvídá, že skutečně cílem Matky bylo zničit veškeré původní lidstvo a vychovat své stvořitele znovu od začátku tak, aby došlo k jejich povznesení a byli lepší než předchozí pokolení. Mezitím droid zabíjí poslední žijící ženu ze starého světa a přiznává u toho, že ji nechali žít, aby splnila určitý účel. Matka se ze své vůle nechává zastřelit svou Dcerou, která se tak dostává do role matky společenství a přijímá tak svůj úděl.